# Пети кръстоносен поход
Петият кръстоносен поход (1218 – 1221 г.) е военна експедиция на няколко европейски държави в опит за възвръщане на Йерусалим и останалата част от Светите земи, завладени от мюсюлмани. Водачите на похода планират да постигнат това, като първо завладеят могъщата държава на Аюбидите, разположена в днешен Египет.
Папа Инокентий III и неговият приемник Хонорий III организират поход на армията на кръстоносците под ръководството на крал Андраш II Унгарски и херцог Леополд VI Австрийски в Светите земи, но и в края на действията Йерусалим остава в ръцете на мюсюлманите. През 1218 година немската армия, възглавявана от Оливър Кьолнски, и обединената войска на холандци, фламандци и фризийци под командването на Вилхелм I се присъединява към похода. Планирайки нападение на Дамиета в Египет, те сключват съюз в Мала Азия със селджуците от Иконийския султанат, които паралелно нападат Аюбидите в Сирия.
Кръстоносците от Унгария, Австрия и Бавария обсаждат в продължение на много месеци ключовото пристанище Дамиета в Египет и го превземат през ноември 1219 година. Настоятелното искане на папския легат Пелагий е да се придвижат на юг, за да атакуват и столицата Кайро, но са принудени да се върнат заради ограничените запаси от провизии и вода. Нощните нападения на войските на султан Ал-Камил причиняват гибелта на голям брой от кръстоносците и в крайна сметка те се отказват и капитулират. Ал-Камил сключва мирно споразумение с европейците за осем години.

## Подготовка
Папа Инокентий III още от 1208 г. планира кръстоносен поход, за да унищожи империята на Аюбидите и да върне Йерусалим. В април 1213 той издава була Quia maior, призовавайки всички християни за присъединяване към нов кръстоносен поход. През 1215 г. призивът е повторен в булата Ad Liberandam.

### Франция
Във Франция идеите на кръстоносния поход проповядва кардинал Робер дьо Курсон. За разлика от другите кръстоносните походи, на неговите призиви откликват малко участници: френските рицари вече са въвлечени в Албигойски кръстоносен поход против катарите в Южна Франция.
През 1215 г. Инокентий III свиква Четвърти Латерански събор, където заедно с патриарха на Йерусалим Раул де Меренкур обсъждат възстановяването на позициите на християните в Светите земи. Инокентий III желае ръководството на похода да се повери на папството, както в Първия кръстоносен поход, за избягване на грешките на Четвъртия кръстоносен поход, контролът над чието развитие накрая отива у венецианците. Папата запланува силите на кръстоносците да се съберат в Бриндизи през 1216 г. и забранява търговията с мюсюлманите, за да гарантира, че кръстоносците ще имат достатъчно кораби и оръжие. Всеки кръстоносец получава индулгенция и така се изплащат разходите за организиране на похода.

### Унгария и Германия
Кръстоносният поход в Германия проповядва Оливър Кьолнски. При коронясването си за германски крал в Аахен през юли 1215 г. младият Фридрих II поема кръста и се готви за участие в похода. Папа Инокентий обаче умира през 1216 г. и неговият наследник Хонорий III забранява на Фридрих да участва в кампанията, като провъзгласява за предводители на кръстоносния поход Андраш II Унгарски и херцог Леополд VI Австрийски. Крал Андраш II събира най-голямата армия в историята на кръстоносните походи – 20 хиляди рицари и 12 хиляди опълчение.

### Португалия
Според Оливър от Падерборн, Gesta crucignorum rhenanorum и De itinere frisonum, много от кръстоносците от Рейнланд, Фландрия и Фризия решават да отидат в Светата земя като пътуват по море със спирка в Дартмут на южното крайбрежие на Англия. Там те избират свои лидери и правила, по които да организират начинанието си. От там, водени от графовете Вилхелм I от Холандия и Джордж от Уейд, те продължават пътя си на юг към Лисабон. Както при предишните кръстоносни морски пътувания, флотът е разпръснат от бури и едва-едва успява да достигне португалския град Лисабон, след като прави междинно спиране за поклонение в Сантяго де Компостела.  При пристигането си в Португалия, както по време на втория кръстоносен поход, епископът на Лисабон и други членове на португалското духовенство се опитват да убедят кръстоносците да им помогнат да превземат контролирания от династията Алмохади град Алкасер до Сал. Фризийците според De itinere frisonum обаче отказват поради неодобрението на начинанието на Инокентий III на Четвъртия латерански събор.  Останалите участници във флота обаче се съгласяват и започват обсадата на града през август 1217 година. Кръстоносците най-накрая превземат Алкасер до Сал с помощта на военните ордени през октомври 1217 г., след като отблъсват опита на мавърските управители на Севиля, Бадахос и Хаен да помогнат на обсадения гарнизон. Според писмото на Вилхелм Холандски папа Хонорий III командирът на гарнизона с 2000 души приемат християнството, след като предават града на кръстоносните сили. Оттам нататък кръстоносният флот продължава пътуването си към Леванта. 

### Грузия
Папа Инокентий успява да осигури участието на Грузия в кръстоносния поход. До голяма степен изолационистката политика на Грузия ѝ позволява да натрупа мощна армия и много благородници-рицари. Неочакваното монголско нахлуване през 1221 – 1222 г., водено от Джебе и Субетей, осакатява грузинската армия в две последователни битки, най-вече при Хунан. След смъртта на грузинския крал Георги IV Лаша, сестра му кралица Русудан пише на папата, като го информира, че Грузия вече не е в състояние да изпълни обещанието си да помогне в кръстоносния поход, тъй като нейната армия е унищожена от неизвестни диваци. Предполага се, че необяснимо пасивното поведение на кръстоносците през следващите години се дължи на очакването им грузинската армия да се присъедини към битката. 
Десетилетия след този кръстоносен поход монголският владетел Хулагу хан прави преброяване на населението в кралство Грузия, за да установи колко войски може да събере. Според съвременни източници кралството е оценено като способно да достави девет „тумена“.  Туменът е номинално 10 000 мъже, но в действителност обикновено е средно 5000.  Ако преброяването на Хулагу се приеме за точно, тогава кралство Грузия през 13 век е било в състояние да събере 45 000 войници и ако тази сила се присъедини към Петия кръстоносен поход, това би удвоило силата на кръстоносците.

## Кампания

### Свети земи
Първият, който поема кръста в Петия кръстоносен поход, е кралят на Унгария Андраш II.  През юли 1217 г. Андраш тръгва от Загреб, придружен от Леополд VI от Австрия и Ото I, херцог на Мерания.   Армията на крал Андраш е толкова голяма – поне 20 000 конни войници и дори много по-многобройни „пехотинци“ – че по-голямата част още е далеч назад, когато два месеца по-късно Андраш и хората му се качват на кораби в Сплит.   Транспортирането е осигурено от венецианския флот, най-големият европейски флот през епохата.  Андраш и неговите войски тръгват на 23 август 1217 г. от Сплит. Те пристигат на 9 октомври в Кипър, откъдето отплават за Акра и се присъединяват към местните рицари: Жан дьо Бриен, владетел на Кралство Йерусалим, Юг I от Кипър и принц Боемон IV Антиохийски, за да се бият срещу Аюбидите в Сирия. До завръщането си в Унгария крал Андраш остава лидер на християнските сили в Петия кръстоносен поход.  През октомври 1217 г. водачите на кръстоносците – магистрите на ордените на хоспиталиерите, тамплиерите и тевтонските рицари, заедно с лидерите и сановниците от кръстоносния поход провеждат военен съвет в Акра, на който председателства крал Андраш II. 
Кампанията започва на 3 ноември 1217 г. с офанзива по посока на река Йордан. Добре оборудваната армия на крал Андраш побеждава султан Ал-Адил при Бетсаида на 10 ноември 1217 г. Мюсюлманските сили се оттеглят в своите крепости и градове. В Йерусалим те разрушават стените и укрепленията, за да попречат на християните да защитят града, ако успеят да го достигнат и превземат. Жителите-мюсюлмани напускат града, страхувайки се да не се повтори кървавата баня от Първия кръстоносен поход през 1099 година. Катапултите и требушетите на кръстоносците не пристигат навреме, така че нападенията срещу крепостите на Ливан и на планината Тавор са безрезултатни. След това Андраш прекарва времето си в събиране на предполагаеми реликви. В началото на 1218 г. Андраш се разболява и решава да се върне в Унгария. 
Андраш и армията му си заминават за Унгария през февруари 1218 г., а Боемунд и Юг също се завръщат у дома. 
Характерни за цялото времетраене на похода са поредицата от пристигания и заминавания на различните контингенти. Пристигналите през пролетта на 1218 г. френски и германски кръстоносци възнамеряват да се върнат още през есента. Леополд Австрийски, който поема командването след отпътуването на Андраш, служи в Ориента две години (нормален срок за служба на бароните) и си заминава. Английският граф на Честър се готви за отпътуване, когато пристига графът на Уинчестър, а контингентът на Филип д’Обини пристига, когато походът приключва. Пристигането на Фридрих, „краля на римляните“, се очаква през цялото време, но той така и не пристига.

#### Съюз с Иконийския султанат
По-късно през 1218 г. Оливер от Кьолн пристига с нова германска армия, а графът на Холандия Вилхелм I пристига със смесена армия, състояща се от холандски, фламандски и фризийски войници. С Леополд и Жан те обсъждат нападение на Дамиета в Египет. За да защитят тила си, те се съюзяват с Кайкаус I, иконийски селджукски султан в Анадола, който напада Аюбидите в Сирия, за да предотврати встъпването на кръстоносците в бой на два фронта. 

### Египет
През юли 1218 г. кръстоносците започват обсадата на Дамиета и въпреки съпротивата на неподготвения султан Ал-Адил, кулата извън града е превзета на 25 август. Те не успяват да превземат самата Дамиета и през следващите месеци болестите убиват мнозина сред кръстоносците, включително Робърт от Курсон. Ал-Адил също умира и е наследен от сина си ал-Камил. Междувременно Хонорий III изпраща легата Пелагий от Албано да ръководи кръстоносния поход през 1219 година. Цялата зима, пролет и лято на 1219 г. нито една от страните не успява да вземе превес. Кръстоносният лагер е здраво окопан, така че да предпази кръстоносците от внезапни мюсюлмански атаки, но им липсва необходимата военна сила, за да атакуват града.
Султан Ал-Камил се опита да договори мир. Той предлага да отстъпи Йерусалим в замяна на изтегляне на кръстоносците от Дамиета, но Пелагий не приема предложението. Научавайки това, Вилхелм I с холандците напускат кръстоносния поход и отплават към дома. Онези, които продължават обсадата, се надяват да пристигне Фридрих II с голяма армия, но това не става. През август или септември свети Франциск от Асизи пристига в лагера на кръстоносците и при едно примирие отива в противниковия лагер да проповядва на ал-Камил. Към ноември 1219 г. силите на султана се изтощават и най-накрая кръстоносците успяват да окупират Дамиета след многомесечна обсада. Макар известен брой кръстоносци да поемат към домовете си, считайки целта за постигната, пристигат нови попълнения, основно войски на Фридрих II от неговите италиански и германски владения.
Падането на Дамиета оказва силно влияние върху ислямския свят и ал-Камил се обръща за помощ към всички сили в неговата империя, включително към двамата си братя ал-Ашраф в Сирия и Джазира и ал-Муазам в Палестина и Трансйордания. Те правят каквото могат, за да тормозят франките, и постигат победа над Кайкаус I. Докато чака подкрепленията, войската на ал-Камил построява нова огромна крепост в делтата на Нил – Мансура („Победната“), за да осигури прикритие на Кайро.
През юли 1221 г., развълнувани от слухове, че армията на някой си цар Давид, потомък на легендарния презвитер Йоан, пътува от изток към Светите земи, за да се присъедини към кръстоносния поход, европейците при Дамиета тръгват на юг към Кайро под командването на Пелагий.  Този ход е наблюдаван от мюсюлманите и честите нападения по фланговете на армията водят до изтеглянето на около 2000 германски воини, които отказват да продължат напред и се връщат в Дамиета.
Походът на кръстоносците към Кайро е пагубен; река Нил се приижда пред тях, спирайки настъплението на кръстоносците. Един канал, по който преди това са преминали, бива наводнен, като по този начин блокира отстъплението на кръстоносната армия и пътя за снабдяване от Дамиета. С намаляването на припасите кръстоносната армия започва принудително отстъпление, което завършва с нощна атака от страна на Ал-Камил. Всичко завършва с много кръстоносни загуби и в крайна сметка с капитулация на кръстоносната армия.

## Последици
Условията на тази капитулация означават отстъпване на Дамиета на ал-Камил в замяна на освобождаването на кръстоносците. Ал-Камил се съгласява на осемгодишно мирно споразумение с Европа и да върне едно парче от Животворния кръст. Реликвата обаче така и не е върната, тъй като всъщност Ал Камил не я е притежавал.
Провалът на кръстоносния поход предизвиква изблик на антипапски настроения от окситанския поет Гилем Фигейра. По-ортодоксалната Гормонда де Монпелие отговаря на D'un sirventes far на Фигейра със собствена песен, Greu m'es durar. Вместо да обвини Пелагий или папството, тя прехвърля вината върху „глупостта“ на нечестивите.